# Pseudodistoma coronatum
Pseudodistoma coronatum är en sjöpungsart som beskrevs av Monniot 1996. Pseudodistoma coronatum ingår i släktet Pseudodistoma och familjen Pseudodistomidae. Inga underarter finns listade i Catalogue of Life.